# Nona (zangeres)
Nona van der Wansem (Odiliapeel, 31 juli 1993), bekend onder de artiestennaam Nona, is een Nederlandse zangeres. Ze werd onder meer verkozen als 3FM Talent en deed mee aan de Popronde. In 2019 bracht ze haar debuutalbum Nona uit en werd ze genomineerd voor een Edison als Beste Nieuwkomer. Haar muziek wordt in de categorie soul geschaard.

## Biografie
Nona groeide op in Uden. Haar ouders hadden een platenzaak, waar ze als meisje veel tijd doorbracht. Thuis was er veel muziek, waardoor Nona zelf ook instrumenten oppakte, zoals dwarsfluit, piano en gitaar. Zingen deed ze altijd al, van kinds af aan.
Toen ze veertien was, overleed haar vader plotseling. Dat maakte van Nona een opstandige puber. Ze werd van school gestuurd, maar omdat ze nog leerplichtig was, begon ze een beroepsopleiding. Daarna volgden allerlei baantjes. Na een jaar werken ging ze een opleiding muziek management doen waar ze erachter kwam dat ze liever wilde zingen dan in de business werken. Ze kwam gitarist Steve Bradley tegen met wie ze samen ging spelen in kroegen, bij jamsessies en op straat. Vrij snel begon Nona ook haar eigen nummers te schrijven. Ze sleepte een platencontract binnen en trok naar New York, waar ze nummers opnam met onder meer producersduo Likeminds, die eerder samenwerkten met John Legend en The Roots.
Nona’s eerste single It’s Alright verscheen in de zomer van 2018 en werd toegevoegd aan de playlist van NPO Radio 2, net als de opvolgers Sleeptalking, Last to Know en Givin’ It All. Na nog twee singles, Need Your Love So Bad (een Fleetwood Mac-cover) en Daisy Dukes, verscheen in oktober 2019 haar debuutalbum Nona, dat op nummer 28 binnenkwam in de albumchart. Haar single Liar werd op 14 januari 2022 uitgebracht.
Nona speelde op verschillende grote festivals zoals. Pinkpop, Eurosonic Noorderslag, Paaspop, Down The Rabbit Hole, Parkpop,  North Sea Jazz,  Concert at Sea.

## Discografie

### Albums
- Nona (2019)
- No Tears in My Champagne (2022)

| Album | Verschijnen     | Label     | Hitlijsten | Hitlijsten | Opmerkingen |
| Album | Verschijnen     | Label     | NL         | NL         | Opmerkingen |
| Album | Verschijnen     | Label     | Piek       | Weken      | Opmerkingen |
| ----- | --------------- | --------- | ---------- | ---------- | ----------- |
| Nona' | 11 oktober 2019 | Universal | 28         | 1          | Studioalbum |

### Singles
| Lied                 | Verschijnen      | Album                    | Hitlijsten | Hitlijsten | Hitlijsten  | Hitlijsten  | Hitlijsten   | Hitlijsten   | Opmerkingen                             |
| Lied                 | Verschijnen      | Album                    | BE (VL)    | BE (VL)    | NL (Top 40) | NL (Top 40) | NL (Top 100) | NL (Top 100) | Opmerkingen                             |
| Lied                 | Verschijnen      | Album                    | Piek       | Weken      | Piek        | Weken       | Piek         | Weken        | Opmerkingen                             |
| -------------------- | ---------------- | ------------------------ | ---------- | ---------- | ----------- | ----------- | ------------ | ------------ | --------------------------------------- |
| Forever Yours        | 9 oktober 2020   | No Tears in My Champagne | tip12      | —          | 17          | 10          | 56           | 10           | NPO Radio 2 TopSong / Goud in Nederland |
| Don't Cry Me a River | 26 februari 2021 | No Tears in My Champagne | tip16      | —          | tip12       | —           | —            | —            |                                         |
| Liar                 | 14 januari 2022  | No Tears in My Champagne | —          | —          | tip17       | —           | —            | —            | NPO Radio 2 TopSong                     |

(Overige) prijzen
- Preaching to the Choir: NPO Radio 2 TopSong (2020)
- Sleeptalking: Gouden plaat (2021)